# Омсица
Омсица (Омшица) је насељено мјесто у општини Грачац, југоисточна Лика, Задарска жупанија, Република Хрватска.

## Географија
Омсица је удаљена 12 км сјевероисточно од Грачаца.

## Историја
Омсица се од распада Југославије до августа 1995. године налазила у Републици Српској Крајини. Током операције Олуја сви Срби су прогнани из Омсице.

## Становништво
Према попису становништва из 1991. године, Омсица је имала 135 становника, а 2001. године свега 10 становника. Према попису становништва из 2011. године, насеље Омсица је имало 12 становника.
| Националност       | 1991. | 1981. | 1971. | 1961. |
| Срби               | 131   | 198   | 292   | 397   |
| Југословени        |       | 10    | 1     | 7     |
| Хрвати             |       | 1     | 4     | 1     |
| остали и непознато | 4     | 1     | 1     |       |
| Укупно             | 135   | 210   | 298   | 405   |

| Демографија | Демографија | Демографија |
| Година      | Становника  | Становника  |
| ----------- | ----------- | ----------- |
| 1961.       | 405         |             |
| 1971.       | 298         |             |
| 1981.       | 210         |             |
| 1991.       | 135         |             |
| 2001.       | 10          |             |
| 2011.       |             | 12          |

### Презимена
Презимена у Омсици:
- Дукић
- Иванић
- Манојловић
- Маричић
- Миљуш
- Петровић
- Познић
- Совиљ
- Стојсављевић
- Тртица
- Ћалић
- Цијук